# Austronesistik
Die Austronesistik ist ein wissenschaftliches Fachgebiet, welches sich mit den austronesischen Sprachen, deren Literaturen sowie der Geschichte und den Kulturen ihrer Sprecher befasst. Geographisch bearbeitet sie somit hauptsächlich Südostasien und Ozeanien, wo die größten Sprecherzahlen zu verorten sind, aufgrund von Emigration werden allerdings auch im Ausland lebende Personen, die eine austronesische Sprache sprechen zunehmend relevanter für die Forschung.
Es gibt etwa 300 Millionen Menschen, die eine austronesische Sprache sprechen, da nicht nur – wie häufig angenommen – kleinere Sprachen wie Tetum oder Batak Dairi Teil der Sprachfamilien sind, sondern auch wichtige National- und Verkehrssprachen wie z. B. das Indonesische, welches allein über 200 Millionen Sprecher hat (die Zweitsprachler eingerechnet).
Die austronesischen Sprachen haben eine überaus alte und reichhaltige Literatur, das Javanische z. B. kann auf über 1500 Jahre Literaturgeschichte zurückblicken, aber auch das Tagalog, welches die Amtssprache der Philippinen ist und über 60 Millionen Sprecher hat, kann mit Patricio G. Mariano einen äußerst bekannten und angesehenen Autor und Literaten vorweisen.
Die Austronesistik wird in der deutschen Hochschulpolitik als kleines Fach eingestuft und fiel somit in den letzten Jahren immer wieder Sparmaßnahmen zum Opfer. Mittlerweile kann man das Fach nur noch im Rahmen des Studienganges Südostasienwissenschaften an der Universität Hamburg studieren. Es ist allerdings vereinzelt möglich, sich im Rahmen eines Linguistik-Studiums darauf zu spezialisieren oder eine Einzelphilologie zu studieren, z. B. Indonesisch an der Universität Köln im Rahmen der Studiengänge Südasien- und Südostasienwissenschaft sowie Sprachen und Kulturen der islamischen Welt.